# HD 124433
HD 124433，又名CD-41 8589，SAO 224791、HR 5318，是一颗恒星，视星等为5.61，位于銀經319.14，銀緯18.4，其B1900.0坐标为赤經14h 8m 31.9s，赤緯-41° 18.4′ 10″。